# پالگاما پاهالاگامدا
پالگاما پاهالاگامدا (به لاتین: Pallegama Pahalagammedda) یک منطقهٔ مسکونی در سری‌لانکا است که در استان مرکزی (سری‌لانکا) واقع شده‌است.